# Resolución 618 del Consejo de Seguridad de las Naciones Unidas
La resolución 618 del Consejo de Seguridad de las Naciones Unidas, adoptada por unanimidad el 29 de julio de 1988, después de recordar la resolución 579 referente a la toma de rehenes, el Consejo condenó el secuestro del teniente coronel William R. Higgins, exigió que fuese liberado inmediatamente y exhortó a los Estados miembros a que usaran su influencia para promover la implementación de la resolución.
La resolución no fue implementada y Higgins después fue torturado y asesinado por sus captores.